# Little Hercules
 (août 2011).
Si vous disposez d'ouvrages ou d'articles de référence ou si vous connaissez des sites web de qualité traitant du thème abordé ici, merci de compléter l'article en donnant les références utiles à sa vérifiabilité et en les liant à la section « Notes et références ».

Little Hercules est un film de 2009 réalisé par Mohamed Khashoggi.

## Synopsis
Petit Hercule quitte le mont Olympe pour aller vivre comme parmi les mortels à Los Angeles.

## Distribution
- Richard Sandrak : Hercule
- Elliott Gould : Socrates
- Robin Givens : Dana
- The Big Show : Marduk
- Hulk Hogan : Zeus
- Nick Hogan : XX
- Brooke Hogan : Robin
- Linda Hogan : Mrs. Becker